# Pakxe

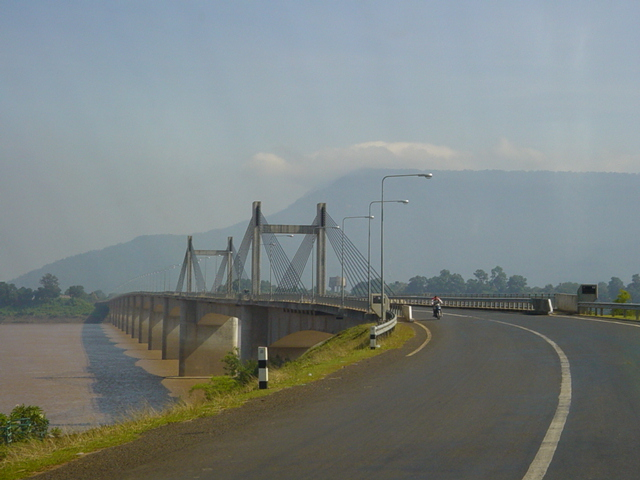
Cầu Hữu nghị Nhật-Lào bắc qua sông Mê Kông

Pakxe (hoặc phiên âm qua tiếng Pháp thành Paksé, tiếng Việt: Pắc Xế) là một thành phố, tỉnh lỵ của tỉnh Champasack ở hạ Lào đồng thời là huyện lỵ huyện (muang, mường) của huyện Pakxe..
Pakxe có dân số 87.000, tọa lạc tại hợp lưu của hai con sông sông Xedone và sông Mê Kông. Đây là tỉnh lỵ của tỉnh Champasack và là cửa ngõ vào Cao nguyên Bolovens. Trước đây, trung tâm huyện này là kinh đô của Vương quốc Champasak, bị hủy bỏ năm 1946 khi Vương quốc Lào được thành lập. Kể từ khi có cầu Hữu nghị Nhật-Lào bắc qua sông Mê Kông (do Nhật Bản viện trợ) nối liền hai phần của Champasack hai bên bờ và với tỉnh Ubon Ratchathani của Thái Lan, Pakxe đã trở thành một trung tâm thương mại của Lào.

## Khí hậu
| Dữ liệu khí hậu của Pakse (1981–2010)                              | Dữ liệu khí hậu của Pakse (1981–2010) | Dữ liệu khí hậu của Pakse (1981–2010) | Dữ liệu khí hậu của Pakse (1981–2010) | Dữ liệu khí hậu của Pakse (1981–2010) | Dữ liệu khí hậu của Pakse (1981–2010) | Dữ liệu khí hậu của Pakse (1981–2010) | Dữ liệu khí hậu của Pakse (1981–2010) | Dữ liệu khí hậu của Pakse (1981–2010) | Dữ liệu khí hậu của Pakse (1981–2010) | Dữ liệu khí hậu của Pakse (1981–2010) | Dữ liệu khí hậu của Pakse (1981–2010) | Dữ liệu khí hậu của Pakse (1981–2010) | Dữ liệu khí hậu của Pakse (1981–2010) |
| Tháng                                                              | 1                                     | 2                                     | 3                                     | 4                                     | 5                                     | 6                                     | 7                                     | 8                                     | 9                                     | 10                                    | 11                                    | 12                                    | Năm                                   |
| ------------------------------------------------------------------ | ------------------------------------- | ------------------------------------- | ------------------------------------- | ------------------------------------- | ------------------------------------- | ------------------------------------- | ------------------------------------- | ------------------------------------- | ------------------------------------- | ------------------------------------- | ------------------------------------- | ------------------------------------- | ------------------------------------- |
| Cao kỉ lục °C (°F)                                                 | 36.7 (98.1)                           | 37.8 (100.0)                          | 37.8 (100.0)                          | 39.4 (102.9)                          | 38.3 (100.9)                          | 35.0 (95.0)                           | 33.9 (93.0)                           | 34.4 (93.9)                           | 34.4 (93.9)                           | 35.0 (95.0)                           | 34.4 (93.9)                           | 35.0 (95.0)                           | 39.4 (102.9)                          |
| Trung bình ngày tối đa °C (°F)                                     | 32.0 (89.6)                           | 33.5 (92.3)                           | 35.1 (95.2)                           | 35.5 (95.9)                           | 33.5 (92.3)                           | 31.6 (88.9)                           | 31.0 (87.8)                           | 30.5 (86.9)                           | 31.0 (87.8)                           | 31.3 (88.3)                           | 31.2 (88.2)                           | 30.8 (87.4)                           | 32.3 (90.1)                           |
| Trung bình ngày °C (°F)                                            | 25.6 (78.1)                           | 27.7 (81.9)                           | 29.6 (85.3)                           | 30.4 (86.7)                           | 29.1 (84.4)                           | 28.1 (82.6)                           | 27.6 (81.7)                           | 27.2 (81.0)                           | 27.3 (81.1)                           | 27.1 (80.8)                           | 26.2 (79.2)                           | 24.9 (76.8)                           | 27.6 (81.7)                           |
| Tối thiểu trung bình ngày °C (°F)                                  | 18.7 (65.7)                           | 21.4 (70.5)                           | 24.1 (75.4)                           | 25.8 (78.4)                           | 25.3 (77.5)                           | 24.9 (76.8)                           | 24.5 (76.1)                           | 24.3 (75.7)                           | 24.1 (75.4)                           | 23.1 (73.6)                           | 21.1 (70.0)                           | 18.9 (66.0)                           | 23.0 (73.4)                           |
| Thấp kỉ lục °C (°F)                                                | 8.3 (46.9)                            | 13.3 (55.9)                           | 12.8 (55.0)                           | 20.0 (68.0)                           | 21.7 (71.1)                           | 21.7 (71.1)                           | 21.7 (71.1)                           | 21.7 (71.1)                           | 20.0 (68.0)                           | 16.7 (62.1)                           | 13.9 (57.0)                           | 8.9 (48.0)                            | 8.3 (46.9)                            |
| Lượng mưa trung bình mm (inches)                                   | 1.5 (0.06)                            | 10.4 (0.41)                           | 26.5 (1.04)                           | 67.3 (2.65)                           | 229.6 (9.04)                          | 351.3 (13.83)                         | 414.6 (16.32)                         | 504.6 (19.87)                         | 308.2 (12.13)                         | 128.9 (5.07)                          | 25.3 (1.00)                           | 2.2 (0.09)                            | 2.070,6 (81.52)                       |
| Số ngày mưa trung bình (≥ 1.0 mm)                                  | 0                                     | 1                                     | 3                                     | 8                                     | 17                                    | 21                                    | 24                                    | 25                                    | 20                                    | 12                                    | 5                                     | 1                                     | 138                                   |
| Độ ẩm tương đối trung bình (%)                                     | 62                                    | 60                                    | 59                                    | 65                                    | 75                                    | 82                                    | 83                                    | 85                                    | 84                                    | 79                                    | 72                                    | 67                                    | 72.8                                  |
| Số giờ nắng trung bình tháng                                       | 274.5                                 | 243.9                                 | 244.5                                 | 227.1                                 | 202.0                                 | 145.0                                 | 142.2                                 | 126.6                                 | 141.2                                 | 188.3                                 | 225.7                                 | 249.3                                 | 2.410,4                               |
| Nguồn 1: World Meteorological Organization                         |                                       |                                       |                                       |                                       |                                       |                                       |                                       |                                       |                                       |                                       |                                       |                                       |                                       |
| Nguồn 2: NOAA (Độ ẩm 1961–1990), Deutscher Wetterdienst (Cực đoan) |                                       |                                       |                                       |                                       |                                       |                                       |                                       |                                       |                                       |                                       |                                       |                                       |                                       |

## Hành chính
- Pakxe
- Houaysae
- Houayhe